# 처음 만나는 세상의 민낯, 끝까지 간다
《처음 만나는 세상의 민낯, 끝까지 간다》는 대한민국의 TV조선에 방송된 예능 프로그램이다.

## 기획 의도
세계 곳곳, 신기하고 놀라운 현상과 때로는 드라마보다 더 드라마틱한 다큐멘터리의 리얼한 아이템 속으로 예능인들이 들어가 그 실체를 끝까지 파악하고 직접 체험하는 다큐테인먼트 프로그램이다.

## 방송 시간
| 방송 채널 | 방송 기간                         | 방송 시간              | 비고 |
| --------- | --------------------------------- | ---------------------- | ---- |
| TV CHOSUN | 2020년 1월 3일 ~ 2020년 1월 24일  | 매주 금요일 밤 11:00 ~ |      |
| TV CHOSUN | 2020년 3월 27일 ~ 2020년 4월 17일 | 매주 금요일 밤 11:00 ~ |      |

## 출연진

### 현재 출연진
- 신동엽 - MC
- 이규한 (1~2기)
- 김진우 (1~2기)
- 정성호 (1~2기)
- 최은주 (2기)

### 이전 출연진
- 허경환 (1기)
- 박성광 (1기)
- 돈 스파이크 (1기)

## 같이 보기
- 아시아 헌터
- 오지GO (MBN)